# 靶标基因
靶标基因是指那些编码疾病蛋白的基因，通过药物对其表达本身的抑制或对其表达产物功能的抑制，有可能达到对疾病的疗效。因此它们往往可能成为新药开发的药物靶标，事先确定靶向特定疾病有关的靶标分子是现代新药开发的基础。
常见的靶标基因包括核内激素受体、各种酶（例如激酶、磷酸酶、ATP合成酶、蛋白酶等、细胞表面受体（如GPCRs、受体骆氨酸激酶、离子通道）、分泌的蛋白质等等。